# 下嶋哲朗
下嶋 哲朗（しもじま てつろう、1941年 - ）は、日本のノンフィクション作家、画家。沖縄県をテーマとした著作で知られる。

## 来歴
長野県上田市に生まれる。中学1年生の時に上京する。武蔵野美術大学油絵学科を中退。
1975年から約1年間石垣島に妻子とともに移住した。この移住で沖縄の歴史や文化への興味を抱く。
1983年、沖縄県の洞窟「チビチリガマ」の調査を地元住民らとともにおこない、沖縄戦時に壕内で集団自決があったことを明らかにした。下嶋はもともと、アメリカ合衆国施政下でおこなわれた沖縄本島からの移民の調査のために沖縄を訪れ、出会った読谷村出身の女性から聞いた断片的な話をきっかけに関係者への聞き取りを重ねて証言を引き出し、それをもとに壕内の調査で自決を裏付けた。このとき下嶋とともに体験者への聞き取り調査に参加した一人に知花昌一がいる。知花が1987年に第42回国民体育大会の際に起こした沖縄国体日の丸焼却事件を題材とした書籍も刊行している。
1994年『アメリカ国家反逆罪』で講談社ノンフィクション賞受賞。
移民の歴史に関しては、南洋諸島や満州国などへの移民についても調査し、それらをまとめて2012年に『非業の生者たち』として刊行した。一方、「南洋諸島の豚は黒いのに、沖縄の豚はなぜ白いのか」という疑問を抱き、戦後にハワイの沖縄出身日系人が復興のために豚を沖縄に送った事実を掘り起こして『海からぶたがやってきた』として発表した。この作品はミュージカル化されて、アメリカ合衆国でも上演された。2016年3月にはうるま市のうるま芸術市民劇場の敷地に、この事跡の記念碑が建立されている。
2006年に、長野県諏訪郡富士見町の自宅に、「信州・琉球文庫」を開設した。その後、2012年頃に、郷里の上田市に書籍を寄贈して同名の文庫を設立している。

## 著書
- 『海原の里人たち 八重山諸島聞き書き記』理論社、1978年6月
- 『月の子アカナー』岩崎書店〈新・創作絵本〉、1978年9月
- 『沖縄・聞き書きの旅 島人の息づかいを伝える』刊々堂出版、1978年10月
- 『ヨーンの道 お母さんのカレンダー』理論社、1979年12月
- 『聞書野底マーペー』晩声社、1981年9月
- 『そてつ祭り』理論社、1981年9月
- 『星砂がくる海』新日本出版社〈新日本ものがたり絵本〉、1983年7月
- 『わかれのけむり』新日本出版社〈新日本ものがたり絵本〉、1983年12月
- 『八月二十二日の太陽 悲惨な沖縄戦を必死に生きたひめゆり学徒隊少女の証言』フレーベル館、1984年5月
- 『南風の吹く日 沖縄読谷村集団自決』童心社、1984年7月
  - のち『チビチリガマの集団自決』に改題し凱風社
- 『とべ、ぼくの鳩よ』金の星社、1984年11月
- 『スミレのせんそう』ほるぷ出版、1985年1月
- 『ぼくとガジュマル』童心社〈絵本・ちいさななかまたち〉、1985年6月
- 『消えた沖縄女工 一枚の写真を追う』未来社、1986年6月
- 『ニッポンからの贈り物』講談社、1986年4月
- 『かさこじぞうの秘密』新日本出版社、1987年7月
- 『白地も赤く百円ライター 知花昌一 新・非国民事情』社会評論社、1989年5月
- 『生き残る 沖縄・チビチリガマの戦争』晶文社、1991年7月
- 『沖縄・チビチリガマの“集団自決"』岩波書店〈岩波ブックレット〉、1992年3月
- 『アメリカ国家反逆罪』講談社、1993年11月
- 『沖縄「旗めいわく」裁判記』社会評論社、1994年3月
- 『海からぶたがやってきた!』くもん出版、1995年7月
- 『豚と沖縄独立』未来社、1997年3月
- 『謎の森に棲む古賀政男』講談社、1998年7月
- 『サムライとカリフォルニア 異境の日本画家小圃千浦』小学館、2000年11月
- 『平和は「退屈」ですか 元ひめゆり学徒と若者たちの五〇〇日』岩波書店、2006年6月
- 『非業の生者たち 集団自決 サイパンから満洲へ』岩波書店、2012年5月
- 『いま、松下竜一を読む やさしさは強靱な抵抗力となりうるか』岩波書店、2015年3月